# 中田島町
中田島町（なかたじまちょう）は静岡県浜松市中央区の町名。丁番を持たない単独町名である。住居表示未実施。

## 地理
浜松市中央区の南部に位置する。南側は遠州灘に面している。東で寺脇町及び江之島町、西・北で白羽町と接する。

### 海
- 太平洋（遠州灘）

### 河川
- 馬込川
- 芳川

### 学区
小学校・中学校の学区は以下の通りである。
- 浜松市立白脇小学校（馬込川以北）
- 浜松市立砂丘（すなおか）小学校（馬込川以南）
- 浜松市立南部中学校（馬込川以北）
- 浜松市立江南中学校（馬込川以南）

## 歴史

### 沿革
- 1889年（明治22年）4月1日 - 町村制の施行により、敷知郡中田島村が周辺の村と合併して敷知郡白脇村となる[WEB 8]。旧村名は白脇村の大字として残る[書籍 1]。
- 1896年（明治29年）4月1日 - 郡制の施行により、白脇村の所属郡が浜名郡に変更となる。
- 1939年（昭和14年）7月1日 – 白脇村が浜松市に編入される。
- 1940年（昭和15年） - 大字中田島から中田島町へ住所表記を変更する[WEB 9]。
- 1969年（昭和44年）10月27日 - 浜松バイパスが開通する。
- 1993年（平成5年）12月9日 - 浜松バイパスが4車線化する。
- 2007年（平成19年）4月1日 - 浜松市が政令指定都市となる。中田島町は南区の一部となる。
- 2024年（令和6年）1月1日 - 浜松市の行政区再編により、中田島町は中央区の一部となる。

## 施設
- 中田島砂丘
- 静岡県立遠州灘海浜公園
  - 浜松まつり会館
  - 石人の星公園（中田島北地区）
  - 風車公園（中田島地区）
- 浜松中田島郵便局
- 浜松市営中田島団地
- ベイシア Foods Park 浜松中田島店
- スーパー大崎屋
- DCM中田島店
- セブン-イレブン遠州灘海浜公園前店
- ファミリーマート浜松中田島町店
- ENEOS1号浜松バイパス上りSS（西日本宇佐美が運営）
- 中田島さくら公園
- 臨済宗妙心寺派 白雲山 海龍寺
- 神明神社

## 交通

### バス
- 遠鉄バス
  - 3・5三島江之島線：（浜松駅 方面 - ）県立海浜公園入口（ - 南行政センター・遠州浜四丁目 方面）
  - 4中田島線：（浜松駅 方面 - ）新田 - 新崎裏 - 中田島町 - 中田島砂丘 - 中田島団地東 - 中田島住宅（ - 中田島車庫 方面）

### 道路
- 国道1号（浜松バイパス）
- 浜松市道曳馬中田島線（中田島街道）
- 浜松市道新橋中田島線（砂丘通り）[WEB 10]
- 浜松市道中田島10号線（本田（ほんでん）中通り）[WEB 10]
- 浜松市道中田島27号線（一本松通り）[WEB 10]
- 浜松市道中田島34号線（新田中通り、新崎中通り）[WEB 10]
- 浜松市道中田島67号線（郵便局通り）[WEB 10]
- 浜松市道中田島76号線（藺草（いぐさ）通り）[WEB 10]

## その他

### 警察
警察の管轄区域は以下の通りである。
| 番・番地等 | 警察署       | 交番・駐在所 |
| ---------- | ------------ | ------------ |
| 全域       | 浜松東警察署 | 白脇交番     |

### 消防
消防の管轄区域は以下の通りである。
| 番・番地等 | 消防署   | 本署/出張所 |
| ---------- | -------- | ----------- |
| 全域       | 南消防署 | 白脇出張所  |

### 書籍
1. ↑  『浜松市史 三』浜松市役所、1980年3月26日、176頁。

### WEB
1. ↑  “h02_22.csv”.   総務省 (2022年2月10日). 2024年7月28日閲覧。
2. ↑  “chuouku_menseki.xlsx”.   浜松市 (2024年3月12日). 2024年7月28日閲覧。
3. ↑  “静岡県 浜松市中央区 中田島町の郵便番号 - 日本郵便”.   日本郵便. 2025年2月15日閲覧。
4. ↑  “市外局番の一覧”.   総務省 (2022年3月1日). 2024年7月28日閲覧。
5. ↑  “事業所案内及び管轄地域（事務所3件、分室3件）”.   一般社団法人静岡県自動車会議所. 2024年7月28日閲覧。
6. ↑  “住居表示実施状況／浜松市”.   浜松市 (2024年1月4日). 2024年7月28日閲覧。
7. ↑  “学校名から探す／浜松市”.   浜松市 (2024年1月1日). 2024年7月28日閲覧。
8. ↑  “historyofcities.pdf”.   静岡県総務部合併推進室・財団法人静岡県市町村振興協会. 2024年9月26日閲覧。
9. ↑  “解説ページ”.   株式会社エア. 2024年10月8日閲覧。
10. 1 2 3 4 5 6  “p01p06.pdf”.   浜松市白脇協働センター (2024年4月5日). 2024年8月6日閲覧。
11. ↑  “白脇交番｜静岡県警察”.   静岡県警察 (2024年1月1日). 2024年7月28日閲覧。
12. ↑  “消防署の町別管轄「な」／浜松市”.   浜松市 (2023年4月3日). 2024年7月28日閲覧。